# Hongarije op de Olympische Winterspelen 2002
Tijdens de Olympische Winterspelen van 2002, die in Salt Lake City (Verenigde Staten) werden gehouden, nam Hongarije voor de negentiende keer deel.

## Deelnemers en resultaten
(m) = mannen, (v) = vrouwen 

### Alpineskiën
| Olympiër            | Discipline       | Resultaat | Prestatie                          |
| ------------------- | ---------------- | --------- | ---------------------------------- |
| Péter Vincze        | super g (m)      | 34e       | 1.50,40 (+28,82)                   |
| Péter Vincze        | reuzenslalom (m) | 56e       | 2.46,73 (+23,45) — 1.23,99+1.22,74 |
| Péter Vincze        | slalom (m)       | 33e       | 2.15,57 (+34,51) — 1.01,46+1.14,11 |
| Márta Vastagh Regős | reuzenslalom (v) | 44e       | 2.52,50 (+22,49) — 1.27,64+1.24,86 |
| Márta Vastagh Regős | slalom (v)       | dnf-2     | opgave run 2 — 1.17,66+dnf         |

### Biatlon
| Olympiër         | Discipline        | Resultaat | Prestatie                                    |
| ---------------- | ----------------- | --------- | -------------------------------------------- |
| Imre Tagscherer  | 10 km sprint (m)  | 75e       | 29.08,6 (+4.17,3) pen.: 3 (1 + 2)            |
| Imre Tagscherer  | 20 km (m)         | 70e       | 59.51,8 (+8.48,5) pen.: 3 (1 + 0 + 0 + 2)    |
|                  |                   |           |                                              |
| Zsuzsanna Bekecs | 7,5 km sprint (v) | 67e       | 25.42,1 (+5.00,7) pen.: 1 (1 + 0)            |
| Zsuzsanna Bekecs | 15 km (v)         | 65e       | 1:00.40,7 (+13.11,6) pen.: 5 (2 + 2 + 0 + 1) |
| Ivett Szöllősi   | 7,5 km sprint (v) | 71e       | 27.17,6 (+6.36,2) pen.: 4 (2 + 2)            |
| Ivett Szöllősi   | 15 km (v)         | 58e       | 56.34,8 (+9.05,7) pen.: 1 (0 + 0 + 0 + 1)    |

### Bobsleeën
| Olympiër                                                                 | Discipline                | Resultaat | Prestatie                                       |
| ------------------------------------------------------------------------ | ------------------------- | --------- | ----------------------------------------------- |
| Nicholas Frankl Márton Gyulai Péter Pallai Bertalan Pintér Zsolt Zsombor | 4-mansbob (m) Hongarije I | 23e       | 3.14,55 (+7,04) (48,26 / 48,18 / 49,03 / 49,08) |
| lldikó Strehli Éva Kürti                                                 | 2-mansbob (v) Hongarije I | 13e       | 1.39,91 (+2,15) (49,99 / 49,92)                 |

### Kunstrijden
| Olympiër        | Discipline | Resultaat | Prestatie                             |
| --------------- | ---------- | --------- | ------------------------------------- |
| Zoltán Tóth     | mannen     | 25e       | dnq (korte kür: 25)                   |
| Júlia Sebestyén | vrouwen    | 8e        | 11,0 p. (korte kür: 6 - lange kür: 8) |

### Langlaufen
| Olympiër          | Discipline                       | Resultaat | Prestatie                                                       |
| ----------------- | -------------------------------- | --------- | --------------------------------------------------------------- |
| Matyás Holló      | sprint (m)                       | 59e       | dnq, kwal.:3.15,11 (+25,04)                                     |
| Matyás Holló      | achtervolging 10 km+10 km (m)    | 75e       | niet geplaatst vrije stijl (klassiek:33.15,1 + vrije stijl:dnq) |
| Imre Tagscherer   | sprint (m)                       | 48e       | dnq, kwal.:3.05,98 (+15,91)                                     |
| Imre Tagscherer   | achtervolging 10 km+10 km (m)    | 74e       | niet geplaatst vrije stijl (klassiek:33.10,6 + vrije stijl:dnq) |
| Zoltán Tagscherer | sprint (m)                       | 39e       | dnq, kwal.:3.01,90 (+11,83)                                     |
| Zoltán Tagscherer | 30 km vrije stijl massastart (m) | 66e       | 1:30.50,1 (+19.19,1)                                            |
|                   |                                  |           |                                                                 |
| Zsófia Gottschall | sprint (v)                       | 54e       | dnq, kwal.:3.42,98 (+30,22)                                     |
| Zsófia Gottschall | achtervolging 5 km+5 km (v)      | 70e       | niet geplaatst vrije stijl (klassiek:17.36,6 + vrije stijl:dnq) |

### Schaatsen
| Olympiër        | Discipline | Resultaat | Prestatie                     |
| --------------- | ---------- | --------- | ----------------------------- |
| Zsolt Baló      | 500 m (m)  | 31e       | 1.12,93 (+3,70) — 36,24+36,69 |
| Zsolt Baló      | 1000 m (m) | 31e       | 1.10,57 (+3,39)               |
| Zsolt Baló      | 1500 m (m) | 30e       | 1.48,27 (+4,32)               |
| Krisztina Egyed | 500 m (v)  | 27e       | 1.19,28 (+4,53) — 39,47+39,81 |
| Krisztina Egyed | 1000 m (v) | 24e       | 1.17,11 (+3,28)               |
| Krisztina Egyed | 1500 m (v) | 23e       | 1.59,86 (+5,84)               |

### Shorttrack
| Olympiër        | Discipline | Resultaat | Prestatie                |
| --------------- | ---------- | --------- | ------------------------ |
| Balázs Knoch    | 500 m (m)  | 18e       | dnq, vr 7 (3e): 42,533   |
| Balázs Knoch    | 1000 m (m) | 20e       | dnq, vr 2 (3e): 1.31,061 |
| Balázs Knoch    | 1500 m (m) | 24e       | dnq, vr 5 (4e): 2.40,617 |
| Krisztián Szabó | 500 m (m)  | 23e       | dnq, vr 3 (3e): 44,143   |
| Kornél Szántó   | 1000 m (m) | 21e       | dnq, vr 8 (3e): 1.31,391 |
| Kornél Szántó   | 1500 m (m) | 23e       | dnq, vr 2 (4e): 2.27,467 |
|                 |            |           |                          |
| Eva Farkas      | 1500 m (v) | 25e       | dnq, vr 2 (6e): 2.42,172 |
| Szandra Lajtos  | 500 m (v)  | 28e       | dnq, vr 6 (4e): 48,488   |
| Szandra Lajtos  | 1000 m (v) | 19e       | dnq, vr 5 (3e): 1.40,688 |
| Marianna Nagy   | 500 m (v)  | 26e       | dnq, vr 4 (4e): 46,980   |
| Marianna Nagy   | 1000 m (v) | 25e       | dnq, vr 7 (4e): 1.39,648 |
| Marianna Nagy   | 1500 m (v) | 23e       | dnq, vr 4 (5e): 2.39,615 |

Amerikaanse Maagdeneilanden · Andorra · Argentinië · Armenië · Australië · Azerbeidzjan · België · Bermuda · Bosnië en Herzegovina · Brazilië · Bulgarije · Canada · Chili · China · Chinees Taipei · Costa Rica · Cyprus · Denemarken · Duitsland · Estland · Fiji · Finland · Frankrijk · Georgië · Griekenland · Groot-Brittannië · Hongarije · Hongkong · Ierland · IJsland · India · Iran · Israël · Italië · Jamaica · Japan · Joegoslavië · Kameroen · Kazachstan · Kenia · Kirgizië · Kroatië · Letland · Libanon · Liechtenstein · Litouwen · Macedonië · Mexico · Moldavië · Monaco · Mongolië · Nederland · Nepal · Nieuw-Zeeland · Noorwegen · Oekraïne · Oezbekistan · Oostenrijk · Polen · Roemenië · Rusland · San Marino · Slovenië · Slowakije · Spanje · Tadzjikistan · Thailand · Trinidad en Tobago · Tsjechië · Turkije · Venezuela · Verenigde Staten · Wit-Rusland · Zuid-Afrika · Zuid-Korea · Zweden · Zwitserland

Uitgesloten van deelname: Puerto Rico